# Roberto Di Rosa
Roberto Di Rosa (Genova, 1º luglio 1939 – Rapallo, 14 maggio 2010) è stato un politico italiano.

## Biografia
Esponente del Partito Comunista Italiano, fu eletto consigliere regionale della regione Liguria nel 1985 (5.871 preferenze) e nel 1990 (15.155 preferenze). Aderì successivamente al Partito Democratico della Sinistra.
In occasione delle elezioni politiche del 1994 fu eletto deputato nelle liste dei Progressisti, nel collegio di Genova-Sestri; fu riconfermato alle elezioni politiche del 1996, con il sostegno dell'Ulivo. Nel 1998 aderì ai Democratici di Sinistra, terminando il mandato da parlamentare nel 2001.
È morto a Rapallo, dove si era trasferito, il 14 maggio 2010.